# BoerBurgerBeweging
BoerBurgerBeweging (BBB, z niderl. Ruch Rolnik-Obywatel) – niderlandzka agrarna i populistyczna partia polityczna założona w 2019 roku. Aktywność polityczna członków ugrupowania skupia się głównie wokół tematów związanych z sektorem rolniczym.

## Historia
Swoją popularność i rozpoznawalność partia zyskała w czasie protestów organizowanych przeciwko założeniom nowej polityki ówczesnego rządu, której to celem miałoby być ograniczenie emisji azotu do środowiska. W związku z tym, że sektor rolniczy odpowiada za znaczną część jego krajowej emisji, to właśnie ten obszar gospodarki miał odczuć wynikające z tego planu cięcia.
Na fali niezadowolenia partia zaczęła dominować sondażowo resztę sceny politycznej w pierwszej połowie 2023 roku. Ostatecznie jednak z biegiem czasu owe poparcie zaczęło odpływać w kierunku innych partii populistycznych i nowo założonej Nowej Umowie Społecznej Pietera Omtzigta.
Ugrupowanie miało w planach dołączenie do frakcji Europejskiej Partii Ludowej w Parlamencie Europejskim, co też się stało w czerwcu 2024 roku.

## Program
Największy nacisk w swoim programie wyborczym ugrupowanie stawia na propozycje skupione wokół tematu rolnictwa. Wśród nich można znaleźć takie pomysły jak:
- odejście od praw mających na celu ograniczenie emisji związków azotu do środowiska kosztem cięć w sektorze rolniczym
- w miarę możliwości odchodzenie od używania nawozów sztucznych na rzecz tych naturalnych
- zakaz wdrażania nowych polityk w zakresie rolnictwa bez uprzednich testów praktycznych w reprezentatywnych firmach
- zabezpieczenie dostępu do zasobów słodkiej wody w celach związanych z rolnictwem
- umożliwienie rybołówstwa przy pomocy impulsowego prądu elektrycznego

## Poparcie w wyborach

### Wybory doIzby Reprezentantów
| Wybory | Lider listy           | Wyniki  | Wyniki     | Mandaty | +/−  | Rząd              |
| Wybory | Lider listy           | Głosy   | %          | Mandaty | +/−  | Rząd              |
| ------ | --------------------- | ------- | ---------- | ------- | ---- | ----------------- |
| 2021   | Caroline van der Plas | 104 319 | 1,00 (#16) | 1/150   | Nowa | Opozycja          |
| 2023   | Caroline van der Plas | 485 551 | 4,65 (#6)  | 7/150   | 6    | Koalicja rządząca |

### Wybory doParlamentu Europejskiego
| Wybory | Lider listy | Wyniki  | Wyniki    | Mandaty | +/–  |
| Wybory | Lider listy | Głosy   | %         | Mandaty | +/–  |
| ------ | ----------- | ------- | --------- | ------- | ---- |
| 2024   | Sander Smit | 336 953 | 5,41 (#6) | 2/31    | Nowa |